# Torneo de 's-Hertogenbosch 2018
El Libéma Open 2018 fue un torneo de tenis, perteneciente al ATP World Tour 2018 en la categoría ATP World Tour 250, y al WTA Tour 2018 en la categoría International. El torneo tuvo lugar en la ciudad de 's-Hertogenbosch (Países Bajos) desde el 11 hasta el 17 de junio de 2018.

## Distribución de puntos
| Modalidad            | Campeón | Finalista | Semifinales | Cuartos de final | 2ª ronda | 1ª ronda | Clasificados | 2ª ronda de clasificación | 1ª ronda de clasificación |
| Individual masculino | 250     | 165       | 100         | 50               | 25       | 0        | 13           | 7                         | 0                         |
| Dobles masculino     | 250     | 150       | 90          | 45               | 20       | 0        | -            | -                         | -                         |

| Modalidad           | Campeona | Finalista | Semifinales | Cuartos de final | 2ª ronda | 1ª ronda | Clasificadas | 2ª ronda de clasificación | 1ª ronda de clasificación |
| Individual femenino | 280      | 180       | 110         | 60               | 30       | 1        | 18           | 12                        | 1                         |
| Dobles femenino     | 280      | 180       | 110         | 60               | 1        | -        | -            | -                         | -                         |

## Cabezas de serie

### Individuales masculino
| Tenista            | Ranking | Preclasificado |
| Adrian Mannarino   | 26      | 1              |
| Richard Gasquet    | 32      | 2              |
| Gilles Müller      | 34      | 3              |
| Fernando Verdasco  | 40      | 4              |
| Stefanos Tsitsipas | 39      | 5              |
| Robin Haase        | 44      | 6              |
| Yuichi Sugita      | 48      | 7              |
| Andreas Seppi      | 50      | 8              |

- Ranking del 28 de mayo de 2018.[3]

### Dobles masculino
| Tenista                      | Ranking | Preclasificado |
| Łukasz Kubot Marcelo Melo    | 7       | 1              |
| Raven Klaasen Michael Venus  | 46      | 2              |
| Dominic Inglot Franko Škugor | 82      | 3              |
| Divij Sharan Artem Sitak     | 89      | 4              |

### Individuales femenino
| Tenista             | Ranking | Preclasificada |
| Coco Vandeweghe     | 15      | 1              |
| Elise Mertens       | 16      | 2              |
| Kiki Bertens        | 22      | 3              |
| Anett Kontaveit     | 24      | 4              |
| Shuai Zhang         | 27      | 5              |
| Alison Van Uytvanck | 46      | 6              |
| Aleksandra Krunić   | 47      | 7              |
| Aryna Sabalenka     | 48      | 8              |

- Ranking del 28 de mayo de 2018.[4]

### Dobles femenino
| Tenista                          | Ranking | Preclasificada |
| Elise Mertens Demi Schuurs       | 51      | 1              |
| Kiki Bertens Kirsten Flipkens    | 56      | 2              |
| Lesley Kerkhove Lidziya Marozava | 114     | 3              |
| Xenia Knoll Anna Smith           | 115     | 4              |

## Campeones

### Individual masculino
Richard Gasquet venció a  Jérémy Chardy por 6-3, 7-6(7-5)

### Individual femenino
Aleksandra Krunić venció a  Kirsten Flipkens por 6-7(0-7), 7-5, 6-1

### Dobles masculino
Dominic Inglot /  Franko Škugor vencieron a  Raven Klaasen /  Michael Venus por 7-6(7-3), 7-5

### Dobles femenino
Elise Mertens /  Demi Schuurs vencieron a  Kiki Bertens /  Kirsten Flipkens por 3-3, ret.